# Vánoce na Ukrajině

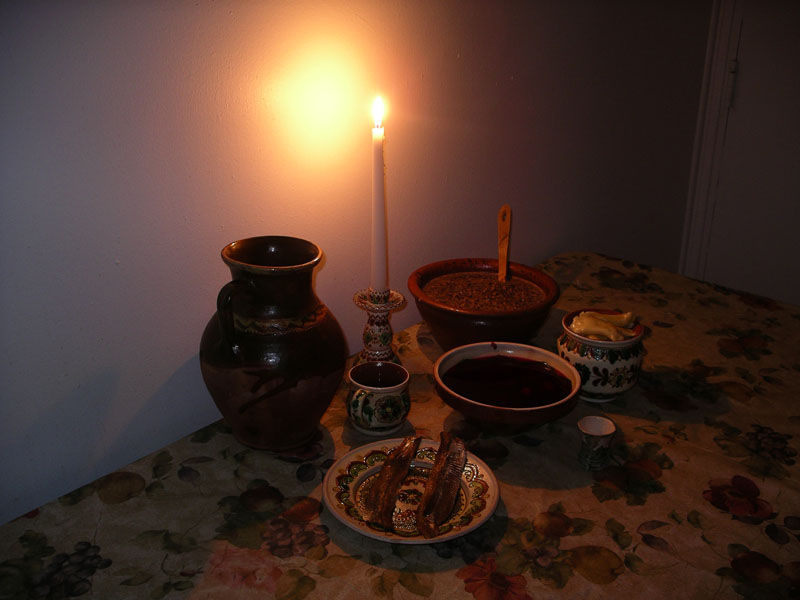
Tradiční štědrovečerní večeře

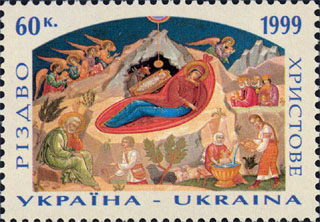
Ukrajinská známka s vánočním motivem (1999)

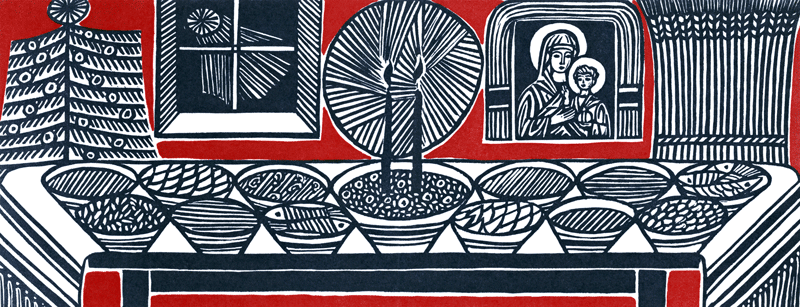
Štědrovečerní večeře o dvanácti chodech od Jakova Hnízdovského

Tradiční ukrajinské vánoční svátky (Різдвяні свята в Україні) začínají na Štědrý den a slaví se od 24. prosince do 6. ledna, v den oslav Ježíšova křtu, známého na Ukrajině jako Vodoсhrešče nebo Jordánsko.
Podle gregoriánského kalendáře svátek slaví Pravoslavná církev Ukrajiny, římsko a řecko katolíci a také většina protestantských církví. Ukrajinská pravoslavná církev Moskevského patriarchátu (kromě rumunských farností) slaví Vánoce podle juliánského kalendáře, tedy ve dnech 6. až 19. ledna gregoriánského kalendáře. Arménská diecéze Ukrajiny Arménské apoštolské církve a Arménská katolická církev na Ukrajině slaví Vánoce od 5. do 6. ledna spolu se Zjevením Páně podle gregoriánského kalendáře.
Vánoce byly z ukrajinského kalendáře po většinu 20. století z velké části vymazány kvůli protináboženské politice Sovětského svazu, ale mnohé z jejich tradic přežily a znovu se obnovují.

## Datum oslavy
Roku 2017 se 25. prosinec, Vánoce podle gregoriánského kalendáře, stal oficiálním státním svátkem Ukrajiny. Východní pravoslavná církev a ukrajinské řeckokatolické církve se řídí převážně juliánským kalendářem a 7. leden je na Ukrajině také státním svátkem. V prosinci 2020 hlava Pravoslavná církev Ukrajiny, metropolita Epifanij, řekl, že změna data Vánoc na 25. prosince na Ukrajině je možná poté, co budou církev i věřící na takové rozhodnutí připraveni, po provedení vzdělávací práce. Bylo uvedeno, že odložení Narození Páně bude mít za následek změnu termínů všech pevně stanovených svátků na dobu před 13 dny. V prosinci 2020 hlava UŘKC arcibiskup maior Svjatoslav prohlásil, že řeckokatolická církev tuto otázku vyřeší „spolu s našimi pravoslavnými bratry“. Poznamenal také, že tato záležitost není dogmatická, měla by překonávat církevní rozdělení, ne vyvolávat nová, a podle jeho názoru by přechod na slavení Vánoc v novém stylu — 25. prosince, měl být iniciován laiky.
18. října 2022 povolila Pravoslavná církev Ukrajiny diecézím konat vánoční bohoslužby podle revidovaného juliánského kalendáře, tedy 25. prosince.
Dne 2. února 2023 Posvátný synod Pravoslavné církve Ukrajiny povolil a schválil postup požehnání farností a klášterů pro plné využití Revidovaného juliánského kalendáře a 24. května 2023 uspořádat zasedání Rady biskupů, kde bude nastolena otázka reformy kalendáře. S účinností od 24. května 2023 Pravoslavná církev Ukrajiny oficiálně prohlásilo, že 25. prosinec bude pro ukrajinské pravoslavné věřící trvalým datem pro oslavy Vánoc a oslav, protože církev oficiálně formalizovala přijetí revidovaného juliánského kalendáře pro pevné svátky a slavnosti v souladu s ostatními. Pravoslavné církve světa s Velikonocemi uchovávanými ve starém juliánském kalendáři.
V únoru 2023 se Ukrajinská řeckokatolická církev rozhodla přejít na gregoriánský kalendář pro pevné svátky (tedy kromě Velikonoc) od září 2023.
Dne 28. června 2023 prezident Ukrajiny Volodymyr Zelenskyj předložil Nejvyšší radě návrh zákona, kterým se ruší vánoční svátek Juliánského kalendáře na 7. ledna a potvrzuje datum 25. prosince jako jediný den oslav, odrážející změny v kalendářích Pravoslavné církve Ukrajiny a Ukrajinské řeckokatolické církve. Parlament tento zákon schválil 14. července 2023, podpořilo jej 241 poslanců.
Podle studie provedené mezinárodní společností Deloitte v listopadu 2023 bude po přechodu ukrajinských křesťanských církví na nové datum většina Ukrajinců (asi 45 %) slavit Vánoce 25. prosince a pouze 17 % 7. ledna., 32 % plánuje oslavit dvakrát.

## Štědrý večer

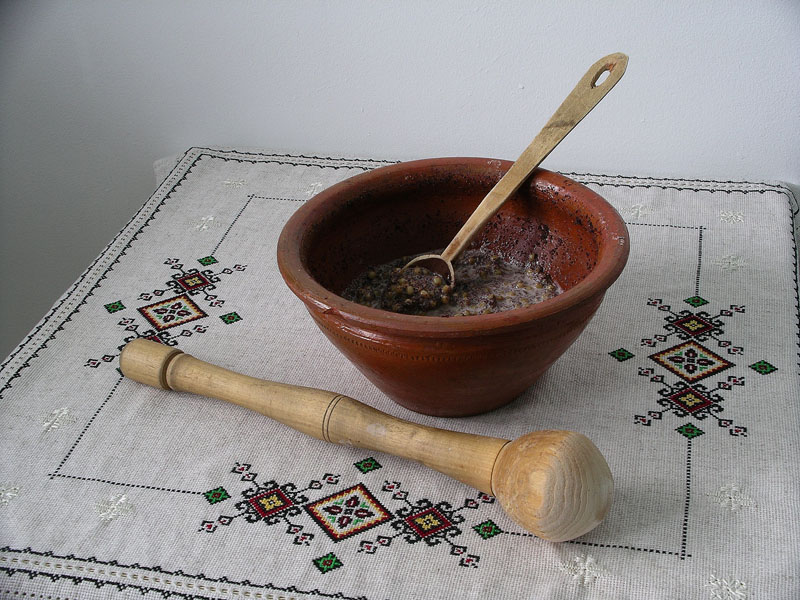
Kuťa

Ekvivalent českého Štědrého večera je na celém území Ukrajiny nazýván Святий вечір (Svjatyj večir; doslovně „Svatý večer“), Святвечір (Svjat-večir, viz české svatvečer), Багата кутя (Bahata kuťa) nebo Вілія (Vilija) a slaví se tradičně 24. prosince. Zdobí se vánoční stromek, kterému říkají Різдвяна ялинка (rizdvjana jalynka) a připravuje se štědrovečerní večeře. Podle tradice by mělo na ní být 12 postních jídel.
Po svátku Щедрий вечір (Ščedryj večir, Malanka, Melanie, Basilův večer), kdy se zpívají speciálně písně „ščedrivky“ přichází den svatého Vasylja - Nový rok (1. leden). Křesťanské vánoční svátky na Ukrajině končí 6. ledna svátkem Křtu Páně - Водохреще (Vodochrešče), Йордан (Jordan). V tento den se světí voda, kterou si věřící Ukrajinci odnáší domů.
Příběh narození Pána a Spasitele našeho Krista Ježíše je předváděn při představení nazývaném Вертеп (Vertep). Vertep je také ukrajinský název jesliček. Účinkující se při představení převlékají za biblické a národní postavy jako jsou Pastýři, Tři králové, Andělé, Žid, Smrtka a další. Pohádkové postavy Děda Mráz a Sněhurka jsou ukrajinské vánoční tradici cizí. Tyto postavy se objevily až na Stalinův pokyn jako atribut nového roku při novoročních oslavách ve 30. letech 20. století.

## Lidové tradice

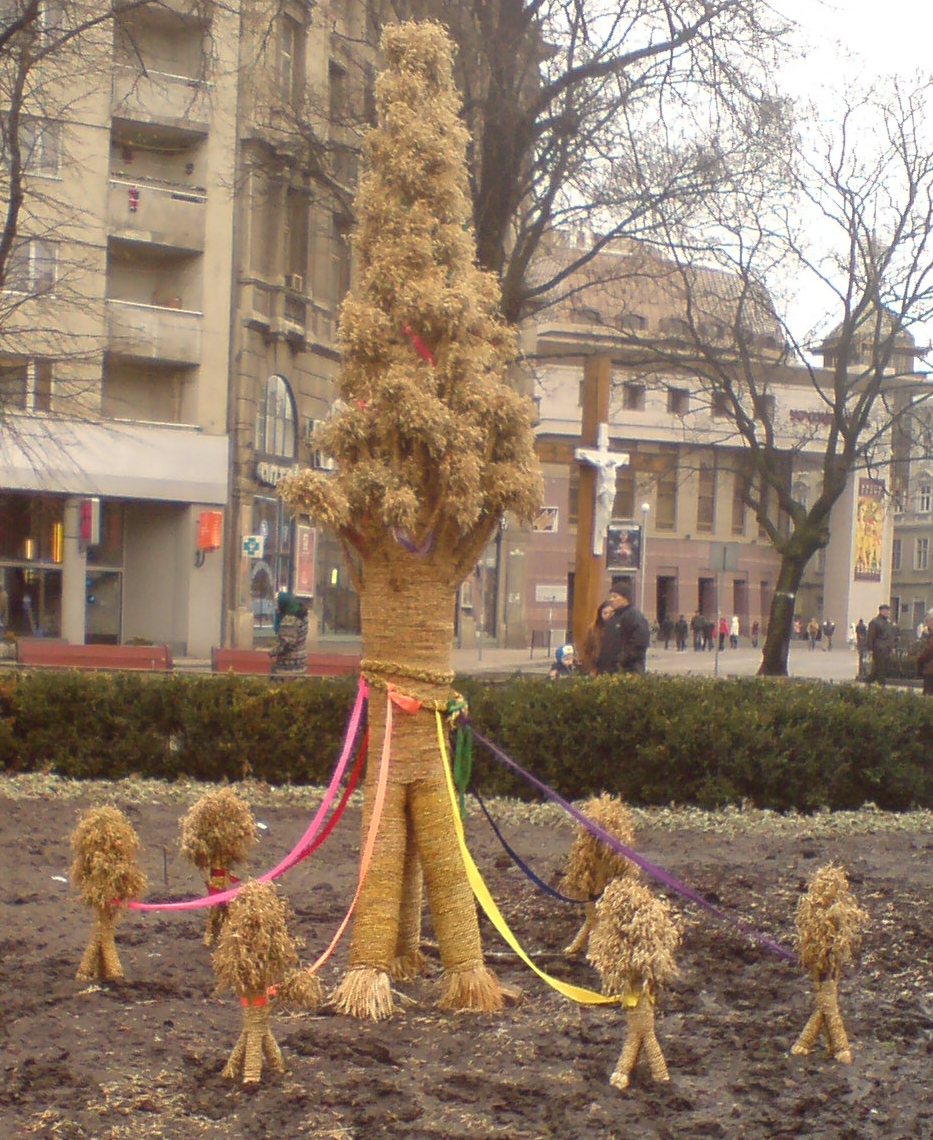
Diduch ve Lvově

Podobně jako další Slované, také Ukrajinci mají ve vánočním období řadu zvyků (půst, stromek, jesličky, koledy, cukroví). Nebo také věštění, pohoštění, karnevalové veselí a Betlém a jesličky.

### Pozdrav
V období Vánoc (v některých oblastech až ráno od 7. ledna) se lidé přestávají zdravit slovy Dobrý den/večer ale místo toho se používají slova „Narodil se Kristus!“ (Христос народився! - Christos narodyvsja!). Na tento pozdrav se odpovídá „Chvalme ho!“ (Славімо його! - Slavimo joho!)

### Půst

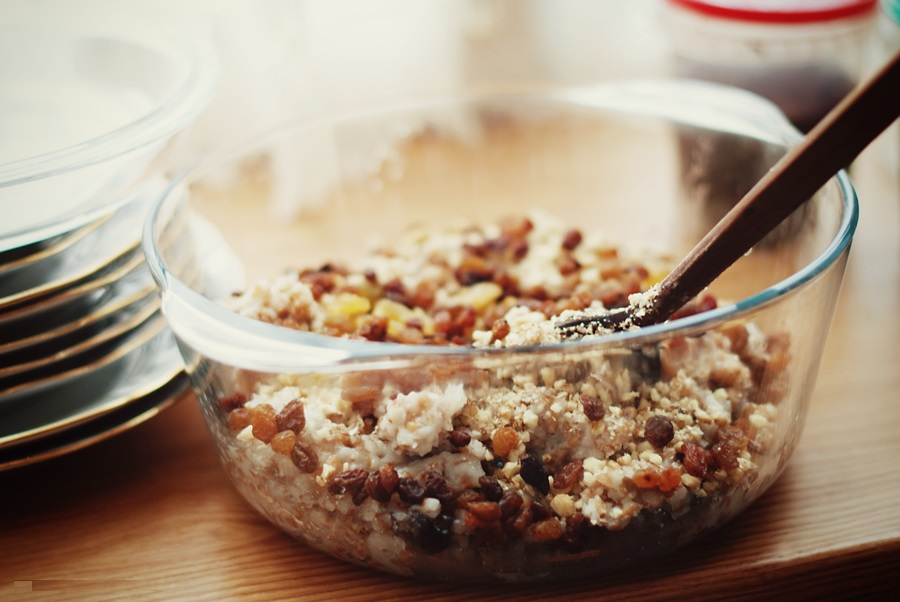
Kutia

Tradičně Vánocům na Ukrajině předchází 40denní půst: od 28. listopadu do 7. ledna (podle juliánského kalendáře). Protože poslední den před půstem připadá na den památky svatého apoštola Filipa, nazývá se půst Filipův den. Účelem půstu je očistit se fyzicky i duchovně pokáním, modlitbou a abstinencí od hříchů. Půst je i v období Štědrého večera. Všech 12 chodů je tedy postních (začíná se vždy jídlem zvaným Kuťa).

### Úklid domu
Podle ukrajinských lidových tradic bylo před Štědrým dnem nutné uklidit dům, obnovit domácí nářadí, zásobit se vším potřebným k přežití zimy (například: dřívím, látkou, moukou, medem atd.). Toto křesťanství založilo tradici zdobení ikon na Vánoce novými nebo čistými ručníky a lektvary.

### Vánoční koledování

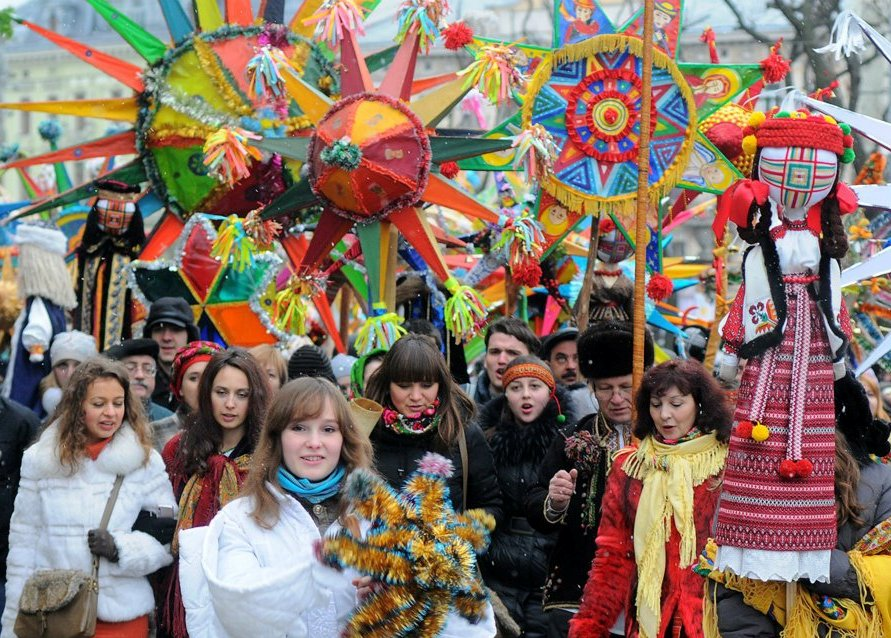
Koledování ve Lvově

Vánoce jsou spojeny s koledováním a na Ukrajině je vánoční koledování běžné stejně, jako například v česku velikonoční pomlázka.
Vánoční koledníci nesou velkou hvězdu a pokrytou zlaceným papírem. Symbolizuje Betlémskou hvězdu, která označovala místo narození Ježíše Krista. Při návštěvách domů koledníci žádají o povolení koledovat, a když majitelé souhlasí, zpívají koledy a hrají vtipné scénky, za které majitelé dávají koledníkům různé sladkosti, bonbóny nebo peníze.
Na většině území Ukrajiny pokračuje moderní koledování až do Vodochrešče 19. ledna (dříve do 15. února).

### Mikuláš
Svatý Mikuláš (Mikolaj - Миколай). Svátek svatého Mikuláše na Ukrajině je zvláště oblíbeným svátkem dětí. Podle tradice v noci z 18. na 19. prosince přináší Mikuláš dětem dárky a dává je pod polštář. Mezi dětmi je zavedena tradice (v předvečer svátku) psaní dopisu svatému Mikuláši, ve kterém dítě označuje, co dobrého a špatného během roku udělalo, a prosí o dárky.

### Dárky
Dárky tedy nosí Mikuláš (popřípadě svatý duch) a nebo se rozdávají také na nový rok (podle kraje a regionálních zvyků).

## Inspirace v umění
Nikolaj Vasiljevič Gogol zobrazil kouzlo ukrajinských Vánoc v pohádce Štědrovečerní noc z povídkové sbírky Večery na Dikaňce. Opera Střevíčky (v původní verzi Kovář Vakula) Petra Iljiče Čajkovského vznikla na její námět.